# Un meurtre sera commis le...
Pour les articles homonymes, voir Un meurtre sera commis le... (homonymie).
Un meurtre sera commis le... (titre original : A Murder Is Announced) est un roman policier d'Agatha Christie publié en juin 1950 au Royaume-Uni et aux États-Unis, et mettant en scène Miss Marple. Il est publié en 1951 en France.
L'action se déroule à Chipping Cleghorn et commence alors que le livreur de journaux Johnnie Butt fait sa tournée quotidienne. Après une brève introduction, l'histoire se poursuit avec la lecture par Mme Swettenham de la Gazette du village, qui annonce qu'un meurtre sera commis le vendredi 29 octobre à Little Paddocks à six heures et demie du soir. L'intrigue tourne autour de l'annonce du crime, et les personnages voient inévitablement leur existence ordinaire remise en cause, donnant lieu à un kaléidoscope de situations parfois rocambolesques, où les intrigues et les ragots d'une petite ville ne sont pas absents. La suite des événements conduit le lecteur à travers les vallées et les montagnes de la région de Chipping Cleghorn, suscitant un intérêt soutenu tout au long du parcours.

## Principaux personnages
- Les victimes
  - Rudi Scherz
  - Dora Bunner (« Bunny »)
  - Miss Murgatroyd
- Les enquêteurs
  - Miss Marple
  - Inspecteur Craddock
  - Sergent Fletcher
  - Commissaire Rydesdale
- Les suspects résidant à Little Paddocks
  - Letitia Blacklock (« tante Letty »)
  - Patrick Simmons
  - Julia Simmons (sœur de Patrick)
  - Phillipa Haymes, jardinière
  - Mitzi, « réfugiée d'Europe centrale »
  - Dora Bunner (« Bunny »), assassinée
- Les suspects extérieurs à Little Paddocks
  - Mme Swettenham
  - Edmund Swettenham (son fils, environ 25 ans)
  - Amy Murgatroyd, assassinée
  - Miss Hinchliffe (« Hinch »)
  - Archie Easterbrook, colonel à la retraite
  - Laura Easterbrook (son épouse)
  - Diana (« Bunch ») Harmon
  - Vicaire Julian Harmond (son époux)
  - Myrna Harris
- Autres
  - Belle Goedler, veuve de Randall Goedler
  - Tiglath Pileser, chat du vicaire

## Résumé

### La soirée du canular et la mort de Rudi Scherz
Chapitres 1 à 7.
Dans le petit village de Chipping Cleghorn, dans le comté du Middleshire, au début des années 1950 : Un vendredi matin, les habitants trouvent dans le journal local une annonce inhabituelle : « Un meurtre est annoncé, qui aura lieu le vendredi 29 octobre à six heures trente de l'après-midi à Little Paddocks. Les amis sont priés de tenir compte de cette invitation, qui ne sera pas renouvelée. ». Les gens du village sont stupéfaits, à commencer par Letitia Blacklock, la propriétaire du domaine Little Paddocks. On émet des hypothèses sur le sujet : serait-ce une plaisanterie ou bien une sorte de murder party organisée chez Miss Blacklock ? Aussi le voisinage, émoustillé, se précipite-t-il à Little Paddocks en fin d'après-midi sous des prétextes divers, et l'on attend l'heure fatidique dans la bonne humeur. À six heures trente, la lumière du salon s'éteint. Un homme paraît et ordonne aux personnes présentes de lever les mains ; des coups de feu éclatent. À la surprise générale, c'est un étranger que l'on retrouve, un révolver à la main, mort sur le plancher, tué par balles. Letitia Blacklock s’aperçoit qu'elle a été blessée à l'oreille.
L'identité de l'homme est rapidement découverte : il s'agit de Rudi Scherz, un étranger d'origine suisse qui travaille en tant que réceptionniste dans la commune voisine. Il avait demandé un peu d'argent à Letitia trois semaines auparavant afin de pouvoir retourner sur le continent. La police est appelée : l'inspecteur Craddock vient enquêter et interroge toutes les personnes présentes lors de la funeste et incroyable soirée. Plusieurs hypothèses sont évoquées (suicide, mort accidentelle) puis écartées, et en fin de compte l'hypothèse du meurtre est retenue. Mais qui était visé ? Rudi lui-même, Letitia ou quelqu'un d'autre ?

### Les débuts de l'enquête de Miss Marple et la mort de Bunny
Chapitres 8 à 16.
Miss Marple, qui loge dans l'hôtel où travaillait Rudi Scherz, est appelée par l'inspecteur Craddock qui requiert son aide bénévole.
Il apparaît que la victime a un passé de délinquant en Suisse, à base de délits mineurs. Sa petite amie Myrna Harris révèle qu'il avait été payé pour se présenter en tant qu'homme armé lors de la soirée. Il avait accepté, pensant participer à la commission d'un canular, et ne s'attendait évidemment pas à se faire tirer dessus ni à être tué.
Le mobile de « l'attaque de Rudi Scherz » sur la personne de Letitia Blacklock est inconnu. Au demeurant, la vieille dame ne se connaît aucun ennemi. Elle avait travaillé pour un homme d'affaires, Randall Goedler ; elle ne mène pas une vie trépidante et a des revenus corrects, sans être riche. Toutefois, à la mort de Randall Goedler, sa fortune était passée à son épouse, Belle, laquelle est proche de la mort. Toute la fortune sera héritée par Miss Blacklock. Mais si Miss Blacklock meurt en premier, la fortune échoira à « Pip » et à « Emma », les enfants de Sonia, la sœur de Randall. Personne ne sait où ils sont ni quelle est leur apparence physique, on ignore même si Pip est un homme ou une femme.
L'inspecteur Craddock découvre de l'huile sur les gonds d'une porte inutilisée dans le salon. Il se pourrait que quelqu'un ait emprunté ce passage pour tirer sur Rudi. Puis il se rend en Écosse pour y rencontrer Belle. Celle-ci lui apprend que Letitia avait une sœur, Charlotte, atteinte d'une grave maladie. Juste avant le début de la Seconde Guerre mondiale, Letitia l'avait emmenée en Suisse pour y suivre un traitement. Néanmoins Charlotte y était décédée soudainement. Letitia était revenue en Angleterre après la guerre.
Miss Marple prend le thé avec Dora (« Bunny »), qui lui apprend plusieurs détails intéressants. Ainsi elle pense que Patrick Simmons, le cousin de Letitia qui vit avec sa sœur Julia et Phillipa Haymes (une jeune veuve qui travaille en qualité de jardinier), et qui se trouvent aussi à Little Paddocks, n'est pas celui qu’il prétend être. Elle dit être certaine qu'il y avait une autre lampe dans la pièce, le soir du meurtre, et non la lampe actuelle.
Letitia organise une soirée d'anniversaire pour son amie Dora (« Bunny ») et invite toutes les personnes qui étaient présentes à la précédente soirée funeste. À cet égard, elle demande à Mitzi, une jeune femme un peu désaxée qui prépare les repas et qui fait le ménage, de préparer un gâteau d'anniversaire. Lors de la soirée, Bunny dit avoir un mal de tête, prend un cachet d'aspirine appartenant à Letitia, s'allonge pour une sieste et meurt peu de temps après. Le cachet d'aspirine était empoisonné. Qui était visé ? Bunny ou Letitia ?

### Suites de l'enquête et troisième meurtre
Chapitres 17 à 19.
Miss Marple rend visite à Miss Blacklock qui pleure Bunny. Elle lui demande l'autorisation de regarder les albums photos afin de voir, éventuellement, les visages de Sonia Goedler, la mère de Pip, et d'Emma. Avec surprise on découvre que toutes les photos de Sonia ont été enlevées récemment. Il apparaît évident que l'assassin - si c'est lui qui a retiré les photos - est un résident de la demeure.
Les deux vieilles filles Hinchcliffe et Murgatroyd, présentes lors de la première soirée funeste, pensent que l'on pourrait déterminer qui est l'assassin, par « élimination » des suspects. En effet, il apparaît qu'Amy Murgatroyd se trouvait derrière Rudi avant qu'il ne tire, et lorsqu'il avait promené le faisceau lumineux de sa torche sur les membres de l'assistance, Amy avait vu les visages des personnes présentes. Ainsi la personne qu'elle n'a pas vue pourrait être le tireur. Alors que Miss Murgatroyd tente de se souvenir de qui était la seule personne qui n'était pas dans la pièce, Miss Hinchcliffe reçoit un appel téléphonique : une chienne l'attend à la SPA. Elle quitte précipitamment son amie, alors même qu'Amy Murgatroyd vient de se souvenir de la personne qu'elle n'avait pas vue : il s'agit d'une femme. Un peu plus tard, de retour chez elle, Miss Hinchcliffe, accompagnée de Miss Marple, découvre le cadavre d'Amy, qui a été très récemment étranglée.

### Révélations finales
Chapitres 20 à 23.
Le chat du vicaire, Tiglath, renverse un verre sur une ligne électrique, ce qui occasionne un court-circuit. Miss Marple se souvient de la coupure de l'alimentation électrique le soir du faux canular avec Rudi : elle comprend comment l'assassin a occasionné un court-circuit pour éteindre les lumières de la pièce.

## Commentaires

### Liens avec d'autres œuvres
Dans son enquête, Miss Marple est aidée par l'Inspecteur Craddock, que l'on retrouve par la suite dans trois autres histoires de Christie : la nouvelle Droit d'asile (1954) et les romans Le Train de 16 h 50 (1957) et Le miroir se brisa (1962).

### Liens avec la réalité
Agatha Christie nomme le chat du presbytère « Tiglath Pileser », en référence au nom anglais de Teglath-Phalasar III, roi d'Assyrie de 745 à 727 av. J.-C., dont des artéfacts avaient été trouvés par son mari Max Mallowan lors de fouilles archéologiques.

## Éditions
anglaises
- (en) A Murder Is Announced, Londres, Collins Crime Club, juin 1950, 256 p.
- (en) A Murder Is Announced, New York, Dodd, Mead and Company, juin 1950, 248 p.

françaises
- Un meurtre sera commis le... (trad. Michel Le Houbie), Paris, Librairie des Champs-Élysées, coll. « Le Masque » (no 400), 1951, 242 p. (BNF 31945474)
- Un meurtre sera commis le... (trad. Élisabeth Luc), dans : L'Intégrale : Agatha Christie (trad. de l'anglais, préf. Jacques Baudou), t. 9 : Les années 1949-1953, Paris, Librairie des Champs-Élysées, coll. « Les Intégrales du Masque », 1996, 1214 p. (ISBN 2-7024-2318-3, BNF 35805681)

La réédition anglo-saxonne de 1962 chez Fontana est la première à avoir une jaquette dessinée par Tom Adams (en). Plus de 90 autres suivront.

## Adaptations
- 1956 : A Murder Is Announced, épisode (6.05) de la série américaine Goodyear Television Playhouse (en) de NBC, avec Gracie Fields dans le rôle de Miss Marple ;
- 1977 : Un meurtre sera commis le... (A Murder Is Announced), pièce de théâtre de Leslie Darbon, avec Dulcie Gray interprétant Miss Marple dans la distribution originale ;
- 1985 : Un meurtre sera commis le... (A Murder Is Announced), téléfilm de la série britannique Miss Marple de BBC One, avec Joan Hickson dans le rôle de Miss Marple ;
- 2005 : Un meurtre sera commis le... (A Murder Is Announced), téléfilm de la série britannique Miss Marple d'ITV, avec Geraldine McEwan dans le rôle de Miss Marple ;
- 2005 : A Murder Is Announced, feuilleton radiophonique de BBC Radio 4 ;
- 2015 : Murder Party, téléfilm de la série française Les Petits Meurtres d'Agatha Christie de France 2 (épisode 2.11). Le personnage de Miss Marple y est absent, remplacé par le trio formé du commissaire Laurence, de la journaliste Alice Avril et de la secrétaire Marlène Leroy, respectivement interprétés par Samuel Labarthe, Blandine Bellavoir et Élodie Frenck.